# Friedrichsthal (Sarre)
Friedrichsthal é uma cidade da Alemanha localizada na Associação Regional de Saarbrücken, estado do Sarre.